# 陈维博
陈维博（1912年—2001年），男，直隶（今河北）雄县人，中国社会活动家，曾任中国福利会副秘书长。第二、三、四、五、六届全国政协委员。